# Beatrice Bölsterli-Ambühl
Beatrice Bölsterli-Ambühl, geborene Ambühl, auch Beatrix oder Trix genannt (* 16. Februar 1917 in Baden; † 8. Dezember 1992 in Baden), war eine Schweizer Frauenrechtlerin. Sie war Gründerin, Präsidentin und Vorstandsmitglied der Aargauischen Frauenzentrale.

## Leben und Wirken
Beatrice Bölsterli-Ambühl wuchs in ihrer Geburtsstadt Baden auf. Ihre Eltern waren Martha Ambühl (geborene Humbel) und der Ingenieur Heinrich Ambühl (1881–1946), der ab 1928 als Direktor die BBC-Werke leitete. Die Eltern nahmen eine Pflegetochter auf, Ella, mit der Bölsterli-Ambühl aufwuchs. Bölsterli-Ambühl war mit dem Architekten Walter Bölsterli verheiratet. Das Paar hatte zwei Söhne. Sie hatte ein Handelsdiplom, war während der Ehe jedoch zunächst als Hausfrau tätig.
Von 1962 bis 1972 war Beatrice Bölsterli-Ambühl Präsidentin der Aargauischen Frauenzentrale und über ihr ganzes Leben ehrenamtlich tätig in politischen, kulturellen und gemeinnützigen Organisationen, etwa bei den Pfadfinderinnen in Baden, in der Galerie Trudelhaus, im Konzertfonds, in der Freisinnigen Frauengruppe Baden und den Kantonalen Frauenfachschulen. Sie setzte sich für das Frauenstimmrecht und für neue Aus- und Weiterbildungsmöglichkeiten für weibliche Berufe ein. Sie animierte Frauen zum politischen Engagement und kandidierte 1971 bei der ersten Nationalratswahl nach Einführung des Frauenstimmrechts, wenngleich erfolglos.